# Dustin Brown (lední hokejista)
Dustin James Brown (* 4. listopadu 1984, Ithaca, New York) je bývalý americký hokejový útočník, převážně hrající v Los Angeles Kings, které jej draftovalo v roce 2003 v prvním kole jako celkově 13. volbu.

## Kariéra
Dustin Brown do svých šestnácti let hrál ve své rodné Ithace. Následně se přesunul do Guelph Storm v juniorské OHL, kde si zahrál například po boku Fjodora Ťutina. Ve všech třech ročnících obdržel Bobby Smith Trophy. Následně byl v prvním kole draftován Los Angeles Kings. Již první sezónu v NHL se usadil v hlavním kádru a po sezóně odjel na svůj premiérový seniorský šampionát. Z MS 2004 se vracel s bronzovou medailí na krku. V sezóně 2007/2008 se stal hráčem s největším počtem hitů za sezónu, celkově jich onen ročník nasbíral 311. Od následující sezóny se stal kapitánem Los Angeles Kings a céčko na hrudi nosil až do roku 2016, kdy jej po něm převzal Anže Kopitar. Za tu dobu stihl Brown svůj tým dovést ke dvěma Stanley Cupům, jednou se objevil také na NHL All-Star Game, Má rovněž stříbro ze ZOH 2010 ve Vancouveru, kde v roli kapitána dovedl svou vlast až do finále, kde Amerika nestačila na Kanadu, se kterou prohrála 2:3 po prodlužování, kdy zlatý gól vsítil v čase 67:30 Sidney Crosby.
Po odehrání základní části v sezóně 2021/2022 Brown oznámil, že po odehraném play-off ukončí svou bohatou hokejovou kariéru.
26. července 2022 klub Los Angeles Kings oznámil, že na jeho počest vyřadí číslo 23 a postaví sochu před Crypto.com Arenou.

## Ocenění a úspěchy
- 2001 OHL - První All-Rookie Tým
- 2001 OHL - Bobby Smith Trophy
- 2002 OHL - Bobby Smith Trophy
- 2003 OHL - Bobby Smith Trophy
- 2003 OHL - Třetí All-Star Tým
- 2003 CHL - Top Prospects Game
- 2003 CHL - Student roku
- 2005 AHL – All-Star Game
- 2006 MS - Top tří nejlepších hráčů v týmu
- 2008 MS - Top tří nejlepších hráčů v týmu
- 2008 NHL - Nejvíce hitů
- 2009 NHL - All-Star Game
- 2009 MS - Top tří nejlepších hráčů v týmu
- 2011 NHL - Největší přispění na charitativní činnost
- 2012 NHL - Nejproduktivnější hráč v playoff
- 2012 NHL - Nejlepší střelec v playoff
- 2012 NHL - Nejlepší nahrávač v playoff
- 2012 NHL - Nejvíce hitů v playoff
- 2014 NHL - Největší vůdčí schopnosti na ledě i mimo led
- 2014 NHL - Nejvíce hitů v playoff

## Prvenství
- Debut v NHL - 9. října 2003 (Detroit Red Wings proti Los Angeles Kings)
- První asistence v NHL - 5. listopadu 2003 (Florida Panthers proti Los Angeles Kings)
- První gól v NHL - 22. listopadu 2003 (Colorado Avalanche proti Los Angeles Kings, švýcarskému brankáři David Aebischer)
- První hattrick v NHL - 11. prosince 2008 (Los Angeles Kings proti St. Louis Blues)

## Klubová statistika
| Sezóna       | Klub                | Soutěž       |       | Základní část | Základní část | Základní část | Základní část | Základní část |    | Play off | Play off | Play off | Play off | Play off |
| Sezóna       | Klub                | Soutěž       | Z     | G             | A             | B             | TM            | Z             | G  | A        | B        | TM       |          |          |
| 1998–99      | Ithaca High School  | HS-NY        | 18    | 4             | 13            | 17            | —             | —             | —  | —        | —        | —        |          |          |
| 1999–00      | Ithaca High School  | HS-NY        | 24    | 33            | 21            | 53            | —             | —             | —  | —        | —        | —        |          |          |
| 2000–01      | Guelph Storm        | OHL          | 53    | 23            | 22            | 45            | 50            | 4             | 0  | 0        | 0        | 10       |          |          |
| 2001–02      | Guelph Storm        | OHL          | 63    | 41            | 32            | 73            | 56            | 9             | 8  | 5        | 13       | 14       |          |          |
| 2002–03      | Guelph Storm        | OHL          | 58    | 34            | 42            | 76            | 89            | 11            | 7  | 8        | 15       | 6        |          |          |
| 2003–04      | Los Angeles Kings   | NHL          | 31    | 1             | 4             | 5             | 16            | —             | —  | —        | —        | —        |          |          |
| 2004–05      | Manchester Monarchs | AHL          | 79    | 29            | 45            | 74            | 96            | 6             | 5  | 2        | 7        | 10       |          |          |
| 2005–06      | Los Angeles Kings   | NHL          | 79    | 14            | 14            | 28            | 80            | —             | —  | —        | —        | —        |          |          |
| 2006–07      | Los Angeles Kings   | NHL          | 81    | 17            | 29            | 46            | 54            | —             | —  | —        | —        | —        |          |          |
| 2007–08      | Los Angeles Kings   | NHL          | 78    | 33            | 27            | 60            | 55            | —             | —  | —        | —        | —        |          |          |
| 2008–09      | Los Angeles Kings   | NHL          | 80    | 24            | 29            | 53            | 64            | —             | —  | —        | —        | —        |          |          |
| 2009–10      | Los Angeles Kings   | NHL          | 82    | 24            | 32            | 56            | 41            | 6             | 1  | 4        | 5        | 6        |          |          |
| 2010–11      | Los Angeles Kings   | NHL          | 82    | 28            | 29            | 57            | 67            | 6             | 1  | 1        | 2        | 6        |          |          |
| 2011–12      | Los Angeles Kings   | NHL          | 82    | 22            | 32            | 54            | 53            | 20            | 8  | 12       | 20       | 34       |          |          |
| 2012–13      | ZSC Lions           | NLA          | 16    | 8             | 5             | 13            | 26            | —             | —  | —        | —        | —        |          |          |
| 2012–13      | Los Angeles Kings   | NHL          | 46    | 18            | 11            | 29            | 22            | 18            | 3  | 1        | 4        | 8        |          |          |
| 2013–14      | Los Angeles Kings   | NHL          | 79    | 15            | 12            | 27            | 66            | 26            | 6  | 8        | 14       | 22       |          |          |
| 2014–15      | Los Angeles Kings   | NHL          | 82    | 11            | 16            | 27            | 26            | —             | —  | —        | —        | —        |          |          |
| 2015–16      | Los Angeles Kings   | NHL          | 82    | 11            | 17            | 28            | 30            | 5             | 0  | 1        | 1        | 4        |          |          |
| 2016–17      | Los Angeles Kings   | NHL          | 80    | 14            | 22            | 36            | 22            | —             | —  | —        | —        | —        |          |          |
| 2017–18      | Los Angeles Kings   | NHL          | 81    | 28            | 33            | 61            | 58            | 4             | 0  | 1        | 1        | 4        |          |          |
| 2018–19      | Los Angeles Kings   | NHL          | 72    | 22            | 29            | 51            | 24            | —             | —  | —        | —        | —        |          |          |
| 2019–20      | Los Angeles Kings   | NHL          | 66    | 17            | 18            | 35            | 22            | —             | —  | —        | —        | —        |          |          |
| 2020–21      | Los Angeles Kings   | NHL          | 49    | 17            | 14            | 31            | 18            | —             | —  | —        | —        | —        |          |          |
| 2021–22      | Los Angeles Kings   | NHL          | 64    | 9             | 19            | 28            | 20            | 7             | 0  | 2        | 2        | 0        |          |          |
| Celkem v NHL | Celkem v NHL        | Celkem v NHL | 1,296 | 325           | 387           | 712           | 738           | 92            | 19 | 30       | 49       | 84       |          |          |

## Reprezentace
| Rok                       | Tým                       | Soutěž                    | Z  | G  | A  | B  | TM |
| ------------------------- | ------------------------- | ------------------------- | -- | -- | -- | -- | -- |
| 2002                      | USA 20                    | MSJ                       | 7  | 1  | 3  | 4  | 10 |
| 2003                      | USA 20                    | MSJ                       | 7  | 2  | 2  | 4  | 10 |
| 2004                      | USA                       | MS                        | 9  | 1  | 3  | 4  | 4  |
| 2006                      | USA                       | MS                        | 7  | 5  | 2  | 7  | 10 |
| 2008                      | USA                       | MS                        | 7  | 5  | 4  | 9  | 22 |
| 2009                      | USA                       | MS                        | 9  | 3  | 5  | 8  | 8  |
| 2010                      | USA                       | OH                        | 6  | 0  | 0  | 0  | 0  |
| 2014                      | USA                       | OH                        | 6  | 2  | 1  | 3  | 4  |
| Juniorská kariéra celkově | Juniorská kariéra celkově | Juniorská kariéra celkově | 14 | 3  | 5  | 8  | 20 |
| Seniorská kariéra celkově | Seniorská kariéra celkově | Seniorská kariéra celkově | 44 | 16 | 15 | 31 | 48 |